# أوسكار ريتر فون نيدرماير
أوسكار ريتر فون نيدرماير (8 نوفمبر 1885 - 25 سبتمبر 1948) كان جنرالًا ألمانيًا، وأستاذًا، وجاسوسًا ألمانيًا. يُشار إليه أحيانًا باسم "لورانس الألماني" (تمامًا مثل فيلهلم فاسمس)، ويُذكر نيدرماير بقيادته البعثة الألمانية-التركية-الإيرانية إلى أفغانستان وفارس خلال الحرب العالمية الأولى (1915-1916). هدفت هذه البعثة إلى تحريض الأمير حبيب الله خان على مهاجمة الهند البريطانية، كجزء من المؤامرة الألمانية الفارسية والهندية، ضمن جهود ألمانيا في الحرب. خلال الفترة بين الحربين العالميتين، كان نيدرماير مرتبطًا بجامعتي ميونيخ وبرلين.

## البدايات والمسيرة المهنية
ولد أوسكار نيدرماير لعائلة من المسؤولين والتجار في مدينة ريغنسبورغ. في 15 يوليو 1905، انضم إلى فوج المدفعية الميداني البافاري العاشر (إرلانغن) كمتدرب ضابط. بعد ترقيته إلى رتبة ملازم، أتيحت له الفرصة داخل الجيش لمتابعة دراساته في العلوم الطبيعية، والجيولوجيا، والفيلولوجيا بجامعة إرلانغن. تلقى توجيهًا من جورج جاكوب، الفيلولوجي المتخصص في الثقافات السامية، وتعلم التحدث "بطلاقة نسبية بالإنجليزية والروسية، وبمستوى مقبول بالعربية، والتركية، والفارسية الحديثة".
في وقت لاحق، وبينما كان يتلقى راتبه العسكري بالكامل، طلب وحصل على إجازة بحثية لمدة عامين (Разведка) من الجيش، سافر خلالها عبر فارس والهند. وكان الهدف المعلن من رحلته هو إجراء حفريات ودراسة الممارسات الإسلامية في فارس، رغم أن الاستخبارات العسكرية الألمانية ربما لعبت دورًا في قرار منحه إجازة مدفوعة الأجر. قام برسم خرائط إغاثية للمناطق الواقعة بين طهران وبحر قزوين. يُعد نيدرماير أول أوروبي معروف يعبر صحراء لوت.
عند وصوله إلى أستراباد في ربيع عام 1913، أمضى ما يقارب خمسة أشهر في إعداد ملف ضخم حول الممارسات الشيعية لصالح الاستخبارات الألمانية. في مايو 1913، التقى بيرسي سايكس، الجاسوس البريطاني البارز في فارس، الذي لم يقتنع مطلقًا برواية نيدرماير حول قيامه بتحقيقات جيولوجية وأنثروبولوجية.
واصل نيدرماير رحلاته إلى أصفهان، ثم إلى بوشهر. وفي فبراير 1914، أجرى إحاطة مع فيلهلم واسموث، الذي أُعجب به بشدة لدرجة أنه أوصى في أغسطس 1914 ماكس فون أوبنهايم بأن يكون نيدرماير هو الشخص المناسب لقيادة البعثة الألمانية إلى أفغانستان.
قبل اندلاع الحرب العالمية الأولى بوقت قصير، عاد نيدرماير إلى أوروبا في مايو 1914. وفي 15 ديسمبر 1914، أرسلت القيادة العسكرية الألمانية نيدرماير مع فريق عسكري صغير في بعثة إلى أفغانستان بهدف بناء تحالف مع السكان المحليين هناك، مستخدمًا معرفته بثقافتهم لمحاولة إثارة تمرد ضد وجود الإمبراطورية البريطانية في الهند وفارس. كانت هذه الاستراتيجية مشابهة لتلك التي سيستخدمها لاحقًا لورانس العرب ضد الإمبراطورية العثمانية خلال الثورة العربية.
في 26 سبتمبر 1915، وصلت بعثة نيدرماير-هينتيغ إلى كابول، ولكن على الرغم من جهوده، لم تُحقق أي نتائج عملية حاسمة من تعامله مع الأمير حبيب الله. في مايو 1916، تلقى نيدرماير وفريقه أوامر بالانسحاب من أفغانستان والالتحاق بسلطة الإمبراطورية العثمانية، مما تطلب مسيرة عودة خطيرة عبر الأراضي الروسية المعادية، والتي أُنجزت بنجاح في 1 سبتمبر 1916.
عند وصوله، تلقى نيدرماير أوامر من البعثة العسكرية الألمانية إلى العثمانيين، التي كان يقودها المارشال بارون كولمار فون دير غولتز، للبدء بعمل مشابه لما حاول تنفيذه في أفغانستان، لكن هذه المرة بين القبائل العربية داخل أراضي الإمبراطورية العثمانية، بهدف استهداف سلطة الإمبراطورية البريطانية في الشرق الأوسط.
في أوائل عام 1918، استُدعي نيدرماير إلى ألمانيا، ووصل إلى برلين في مقر القيادة العامة في 28 مارس. حصل نيدرماير على وسام Militär-Max-Joseph-Orden تقديرًا لعمله في الشرق، وتم تعيينه لاحقًا برتبة نقيب في الجبهة الغربية، حيث شارك في القتال في منطقة شامبانيا وفلاندرز قبل أن تنتهي الحرب في نوفمبر 1918.

## بين الحربين
في نهاية الحرب العالمية الأولى، حصل نيدرماير على إجازة وتمكن من استئناف حياته الأكاديمية في جامعة ميونيخ، حيث درس الأدب والجغرافيا لمدة فصلين دراسيين إضافيين. حصل خلال هذه الفترة على درجة الدكتوراه D.Phil. بتقدير summa cum laude.
في تلك الفترة، وتحديدًا في 29 أبريل 1919، عُيّن مديرًا لقسم الدعاية في قوات فريكوربس إب، وهي القوة الجمهورية التابعة لمجلس مدينة ميونيخ. وفي 12 ديسمبر 1919، عاد نيدرماير إلى الجيش بعد فترة قضاها في الحياة الأكاديمية. بدأ خدمته في مقر قيادة الفرقة الثالثة والعشرين، كما كان مساعدًا لوزير دفاع الرايخ، أوتو غيسلر.
في 23 ديسمبر 1921، استقال نيدرماير رسميًا من الجيش، لكن هذه الاستقالة كانت غطاءً لعمله في قسم الاتحاد السوفييتي غير الرسمي التابع للجيش الألماني آنذاك. وحتى عام 1932، عمل في مكتب الرايخسفير في موسكو. بعد ذلك، عاد إلى ألمانيا والتحق رسميًا بالفيرماخت، حيث تم تعيينه في فوج المدفعية البروسي الثاني.
في 29 يناير 1933، استقال مجددًا من الخدمة الفعلية برتبة مقدم، وكرّس نفسه لمسيرة أكاديمية. وفي 31 يوليو 1933، قدّم أطروحة بعنوان النمو والهجرة في الأمة الروسية وتولى منصب محاضر في الجغرافيا بجامعة برلين.
في 27 يوليو 1937، وبناءً على طلب مباشر من أدولف هتلر، انضم نيدرماير إلى معهد العقيدة العسكرية الإلزامية في جامعة برلين كمدرّس. وفي الأثناء، أعاد التجنيد في 1 نوفمبر 1935 كضابط احتياط في الجيش. في 1 أكتوبر 1939، تم استدعاؤه من قائمة الاحتياط وتعيينه في منصب عقيد في القيادة العليا للفيرماخت (OKW).

## الحرب العالمية الثانية
مع اندلاع الحرب، سعت القيادة النازية إلى الاستفادة من معرفة نيدرماير بالثقافة السلافية للمساعدة في إدارة الاحتلال في بولندا، إلا أنه استخدم اتصالاته الشخصية داخل هيئة الأركان العامة للجيش للسعي إلى دور أكثر نشاطًا في الحرب. على الرغم من ذلك، رفض مجددًا طلب القيادة العليا للجيش في 20 فبراير 1941. كما رفض مرة أخرى، في 25 مايو 1941، طلبًا شخصيًا من فيلهلم كايتل (1882-1946)، رئيس القيادة العليا للقوات المسلحة الألمانية (OKW).
مع ذلك، أتيحت له فرصة المشاركة في بعض الدورات، لكنه ظل حتى 30 مايو 1942 مكلفًا بقيادة الفرقة 162 التركمانية. لم تكن هذه فرقة عسكرية نظامية، بل كانت تجمعًا مكونًا من أسرى حرب (من القوقاز، وتركستان، وجورجيا، وأرمينيا) جرى تشكيلها لمواجهة التقدم السوفيتي في أوكرانيا. أُسندت هذه المهمة إلى نيدرماير نظرًا لمعرفته بجغرافيا وسكان هذه المناطق، والتي اكتسبها من خلال مقالاته ومذكراته المنشورة في السنوات السابقة.
تمركزت الفرقة في البداية في أوكرانيا، حيث كان نيدرماير مسؤولًا عن تدريب ما يُعرف بـ"الجيوش الشرقية" (Ostlegionen) حتى فبراير 1943. بعد ذلك، أُعيدت الفرقة إلى منطقة نويمر داخل الرايخ الألماني حتى خريف 1943، حيث أُعيد تصنيفها كفرقة عسكرية، لكنها ظلت تتألف من جنود قوقازيين وجورجيين وتتار. كقائد لهذه الفرقة في المنطقة العملياتية للساحل الأدرياتيكي، شارك نيدرماير في معركة كوتشيفي ضد الثوار السلوفينيين، حيث أنقذ الحامية المحاصرة في المدينة.
في مارس 1944، انتقلت "الجيوش الشرقية" إلى إيطاليا لمحاولة وقف تقدم الحلفاء هناك كجزء من الجيش العاشر. وبدأت الفرقة عملياتها في إيطاليا في 9 يونيو 1944 على جبهة كانت تزداد خطورة. مع ذلك، لم يكن نيدرماير حينها قائدها، حيث استُبدل في 21 مايو 1944 بأمر من المشير ألبرت كيسيلرينغ، الذي كان قد أعد تقييمًا شخصيًا قبل ذلك بأسابيع قليلة أشار فيه إلى:
> "تعليمه فوق المتوسط... لكنه من طبيعة أكاديمية أكثر منه عملية في قيادة العمليات العسكرية. في اتخاذ القرار، يكون مترددًا، وأسلوب قيادته بطيء جدًا في التفاعل."
(نقلاً عن: Charles W. Seidler: Ritter Oskar Niedermayer of the Second World War, in: Researchers Brigade Rundschau, 4, 1970, S. 203).
بعد ذلك، أصبح نيدرماير قائدًا لجمعيات تطوعية تحت إشراف القائد الأعلى للجبهة الغربية، لكن تفاصيل عمله هناك غير معروفة. في أغسطس 1944، أعرب عن رأي منتقد لسياسة هتلر الشرقية (Ostpolitik). قام اثنان من ضباطه بالإبلاغ عن ذلك للسلطات النازية، وتم اعتقاله ووجهت إليه تهمة الترويج للهزيمة ضد ألمانيا النازية. عُرض أمام محكمة عسكرية في تورجاو، حيث قدم العديد من أصدقائه ومعارفه، بما في ذلك هاينريش هيملر، شهادات شخصية تؤكد على خدماته وإنجازاته لصالح ألمانيا. على الرغم من ذلك، حُكم عليه بالسجن ولم يُفرج عنه من سجن تورجاو إلا بعد نهاية الحرب.
بعد استسلام ألمانيا في 9 مايو 1945، وبينما كان يحاول العودة إلى مسقط رأسه في ريغنسبورغ، اعتقلته القوات السوفيتية في كارلسباد. تم ترحيله إلى موسكو، حيث أصيب بمرض السل في أحد السجون هناك. أصدرت محكمة عسكرية روسية حكمًا عليه بالسجن لمدة 25 عامًا، وكان من المقرر أن يقضيها في سجن فلاديمير (بالألمانية: Wladimir). توفي في 25 سبتمبر 1948 في مستشفى السجن.

## الأعمال
عودتي من أفغانستان، ميونيخ، 1918.
الأحواض الداخلية للهضبة الإيرانية، ميونيخ، 1918.
أفغانستان، لايبزيغ، 1924.
تحت الشمس الحارقة: تجارب الحرب الألمانية في إيران وأفغانستان، داخاو، 1925.
اعتبارات جغرافية حول الاتحاد السوفيتي، برلين، 1933.
روسيا السوفيتية - مشكلة جيوسياسية، برلين، 1934.
سياسة الفرقة - مقدمة وتعريف، لايبزيغ، 1939.
الأطلس الجغرافي لفرنسا، برلين، 1939.
الجندية والعلم، هامبورغ، 1940.
الأطلس الجغرافي لبريطانيا العظمى، برلين، 1940.
الحرب والعلم، ضمن: المملكة، العدد 21، 1941.
الأطلس الجغرافي للاتحاد السوفيتي الاشتراكي، برلين، 1941.
قسم الجغرافيا، برلين، 1942.